# Pullrolle

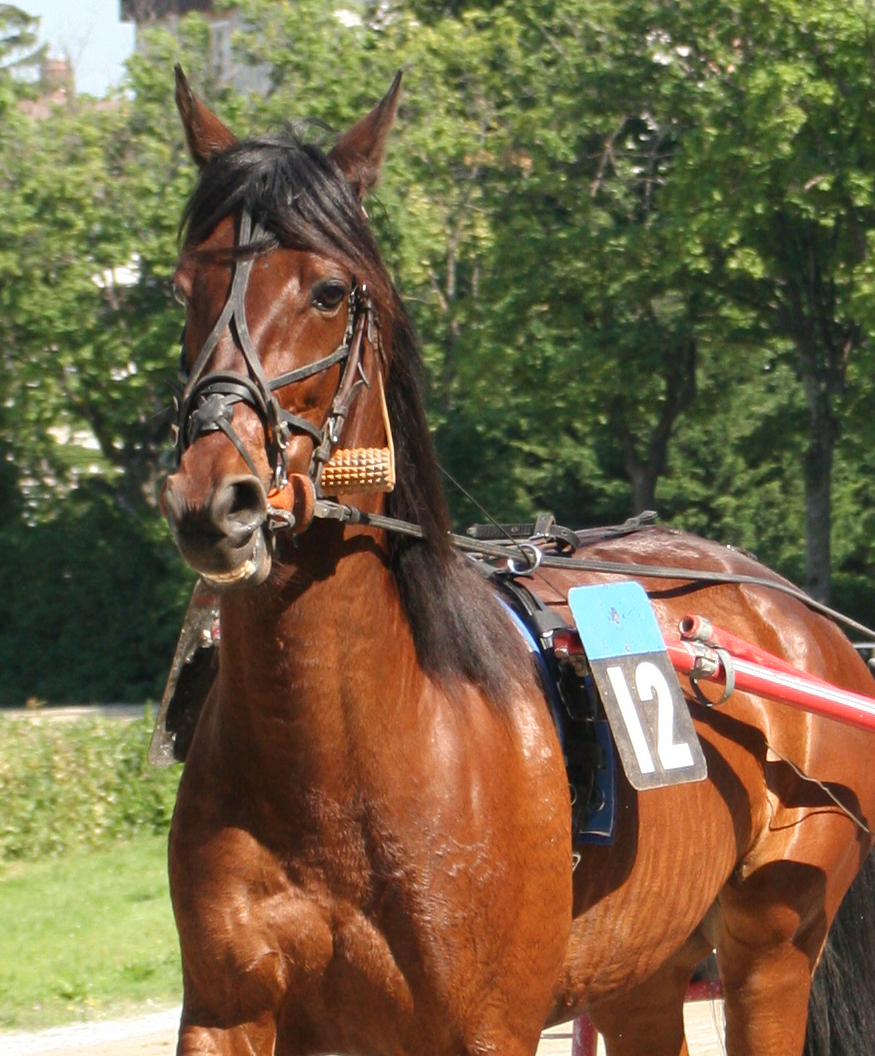
Traber mit Pullrolle und Schaumgummitrense

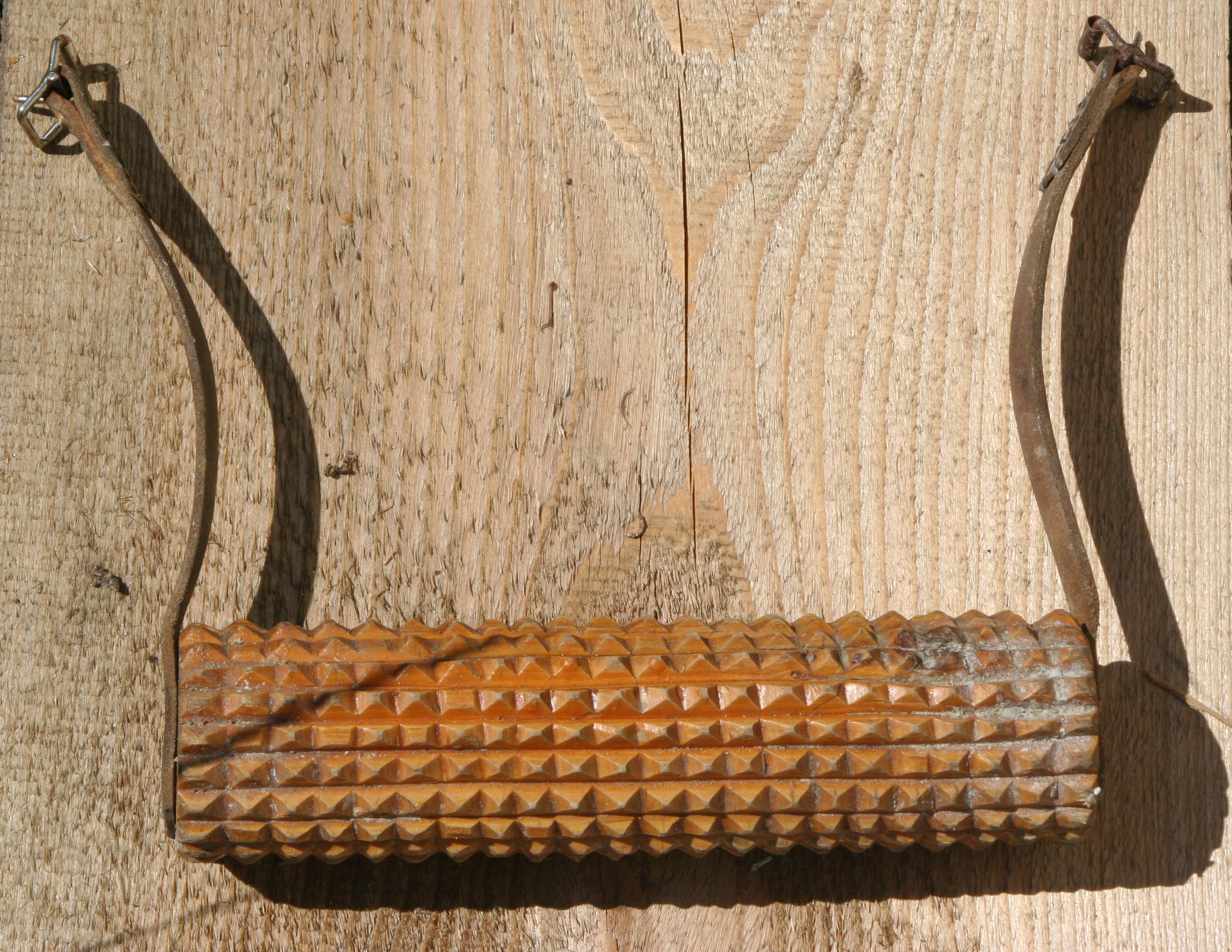
Pullrolle

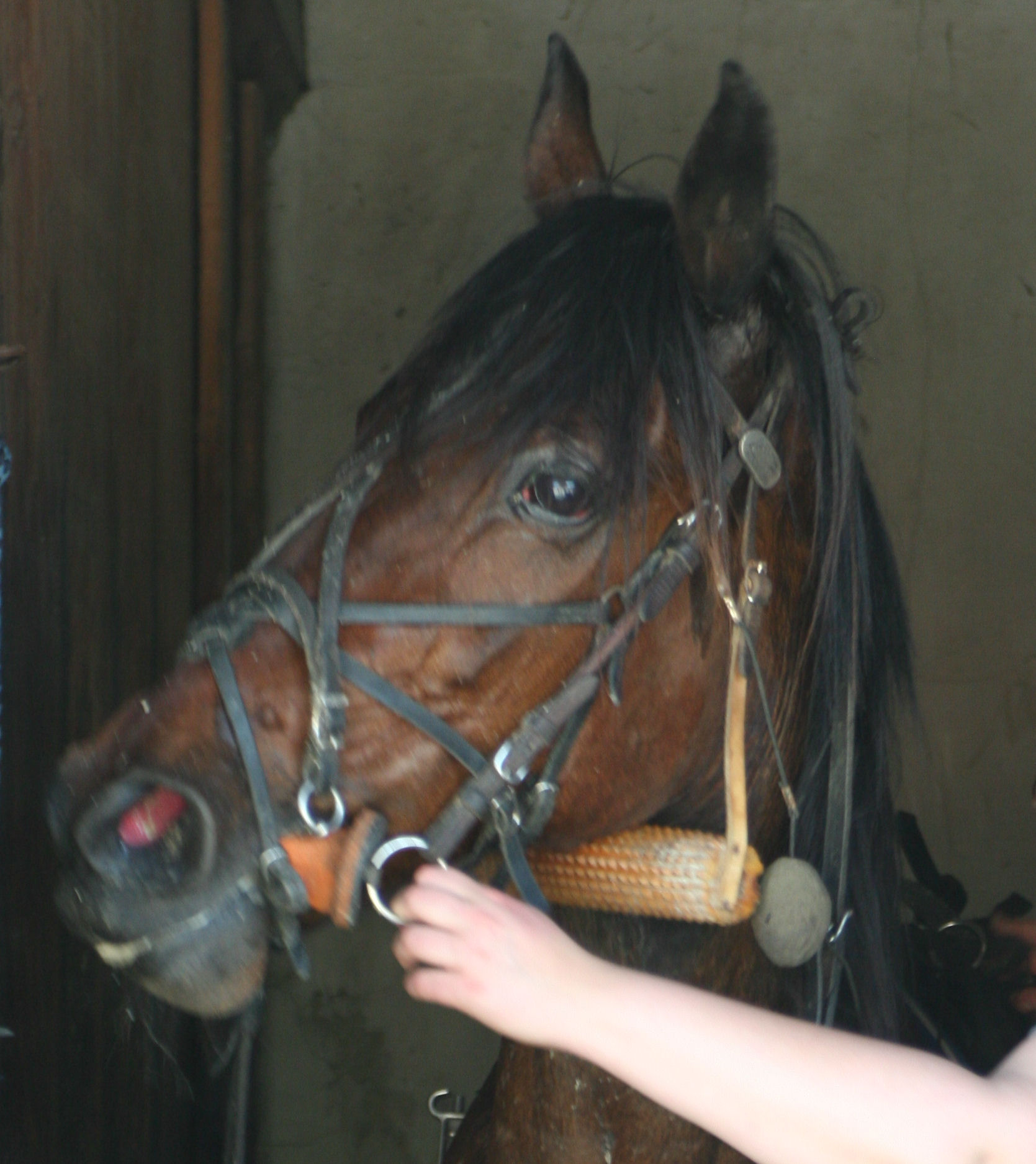
Traber mit Pullrolle

Im Trabrennsport wird manchmal eine Pullrolle verwendet, um zu verhindern, dass sich das Pferd beim Pullen die eigene Luftröhre abknickt und somit keine Luft mehr bekommt.
Die Rolle besteht meist aus Kunststoff und hat etwa einen Durchmesser von 6 cm und eine Länge von etwa 25 cm. Sie wird so am Zaumzeug des Pferdes befestigt, dass sie quer unter der Kehle des Pferdes hängt und somit das extreme Herandrücken des Pferdekopfes an den Pferdehals verhindert. Damit wird ein Mindestmaß an Kehlfreiheit gewährleistet, das nötig ist, um einen ausreichenden Luftstrom durch die Luftröhre hindurchzulassen.

## Verwendung
Die Pullrolle wird oft bei Pferden eingesetzt, die sehr stark pullen (engl. pull = ziehen) und bei lockeren Leinen unkontrolliert davonstürmen würden. Um das Pferd in seiner Laufgeschwindigkeit dennoch unter Kontrolle zu halten, hält der Fahrer an den Leinen und somit am Gebiss im Pferdemaul meist dementsprechend stark dagegen. Wenn dieses kräftezehrende Ziehen zwischen Fahrer und Pferd zu extrem betrieben wird, passiert es unaufmerksamen Fahrern schon mal, den Pferdekopf so knapp an den Hals zu ziehen, dass die Luftröhre zuerst zu eng wird (das Pferd fängt an zu „pfeifen“) oder sogar ganz zugeschnürt wird. Wenn das Pferd überhaupt keine Luft mehr bekommt, wird es ohnmächtig und bricht zusammen, was es zu vermeiden gilt.
Es gibt auch andere Formen der Pullrolle, die eine gleiche Wirkung haben.